# 복사압
복사압(輻射壓)은 전자기파에 노출된 물체의 표면에 가해지는 압력을 뜻한다. 만약 전자기파가 물체에 모두 흡수될 경우, 복사압은 복사 에너지 플럭스의 밀도를 빛의 속도로 나눈 값이 된다. 만약 전자기파가 전부 반사된다면, 복사압은 모두 흡수될 때의 2배가 된다. 예를 들면 태양이 지구 표면에 가하는 복사 에너지의 플럭스 밀도는 1,370 W/m2로, 여기서 구할 수 있는 복사압은 4.5 µPa(흡수시)이다. (기후 모델 참고)
음향학에서 복사압이란 두 매질 사이의 경계면으로 음파가 지나갈 때 한쪽 방향으로 작용하는 압력을 의미한다. 음향 복사압 임펄스 영상에 이용된다.

## 발견
전자기파에 노출된 물체 표면에 전자기파가 압력을 가한다는 사실은 1871년 제임스 클러크 맥스웰, 1876년 아돌프 바톨리가 이론을 세웠으며, 뒤이어 1900년 표트르 레베데프와 어니스트 폭스 니콜스, 고든 페리 헐이 1901년 실험을 통해 복사압의 존재를 증명했다. 복사압의 강도는 매우 작지만, 니콜스 라디오미터 속에 반사성 금속 날개를 정교하게 균형이 잡히도록 설치한 뒤 여기에 복사 에너지를 쏘아서 그 존재를 알 수 있다.(니콜스 라디오미터는 크룩스 라디오미터와는 다르다. 후자의 독특한 움직임은 복사압 때문에 생기는 것이 아니기 때문이다)

## 이론
전자기 이론, 양자 역학 이론, 열역학 이론을 통해(복사의 본질에 따라 가정이 필요 없이) 우주에서 전자기파와 접촉하는 모든 방향에 있는 물체는, 단위 부피마다 받는 복사 에너지 총량의 3분의 1에 해당되는 복사압에 노출된다.
흑체 복사의 경우 노출되어 있는 표면과의 열역학적 평형 상태에서 에너지 밀도는 슈테판-볼츠만 법칙에 따라 4σT4/3c가 된다. 여기서 σ는 슈테판-볼츠만 상수이며, c는 빛의 속도이고 T는 우주의 절대 온도이다. 이 에너지 중 3분의 1에 해당되는 값이 6.305×10−17T4 J/(m3K4)으로, 이는 파스칼로 표현한 압력(문서 첫 부분)과 같은 값이 된다.

## 태양돛
태양돛은 우주선의 추진력을 얻기 위한 원천으로 제안된 방법이다. 태양돛은 태양에서 나오는 에너지가 지니는 복사압을 원동력으로 삼는다. 우주선 코스모스 1 계획은 실제로 태양돛을 추진 수단으로 사용하려고 했다. 돛 아이디어는 일찍이 1924년 소비에트 연방 과학자 프리드리히 챈더가 고안한 것이다.

## 같이 보기
- 포인팅 벡터